# نادي باسي فالي أور
نادي باسي فالي أور (بالفرنسية: Pacy Vallée-d'Eure Football)‏ نادي كرة قدم فرنسي يلعب في دوري الدرجة الوطنية . تم تأسيس النادي في سنة 1932 .